# Friedrich-Schiedel-Wissenschaftspreis zur Geschichte Oberschwabens
Der Friedrich-Schiedel-Wissenschaftspreis zur Geschichte Oberschwabens wird seit 1999 alle zwei Jahre durch die von Friedrich Schiedel gegründete Stiftung Friedrich-Schiedel-Wissenschaftspreis zur Geschichte Oberschwabens vergeben. Mit dem Preis sollen „Personen ausgezeichnet werden, deren wissenschaftliche Arbeit auf die Region Oberschwaben bezogen und in objektivierbarer Weise international anerkannt ist“. Der Preis ist mit 10.000 Euro dotiert (Stand 2019).

## Preisträger
- 1999: Peter Blickle
- 2001: Franz Quarthal
- 2003: Klaus Schreiner
- 2005: Rolf Kießling
- 2007: Hans Ulrich Rudolf
- 2009: Peter Eitel
- 2011: Hans-Georg Wehling
- 2013: Elmar Kuhn
- 2015: Konstantin Maier
- 2017: Edwin E. Weber
- 2019: Dietmar Schiersner[2]
- 2023: Thomas Zotz[3]